# Xarifia laccadivensis
Xarifia laccadivensis is een eenoogkreeftjessoort uit de familie van de Xarifiidae. De wetenschappelijke naam van de soort is voor het eerst geldig gepubliceerd in 1983 door Nair.